# Droit singapourien

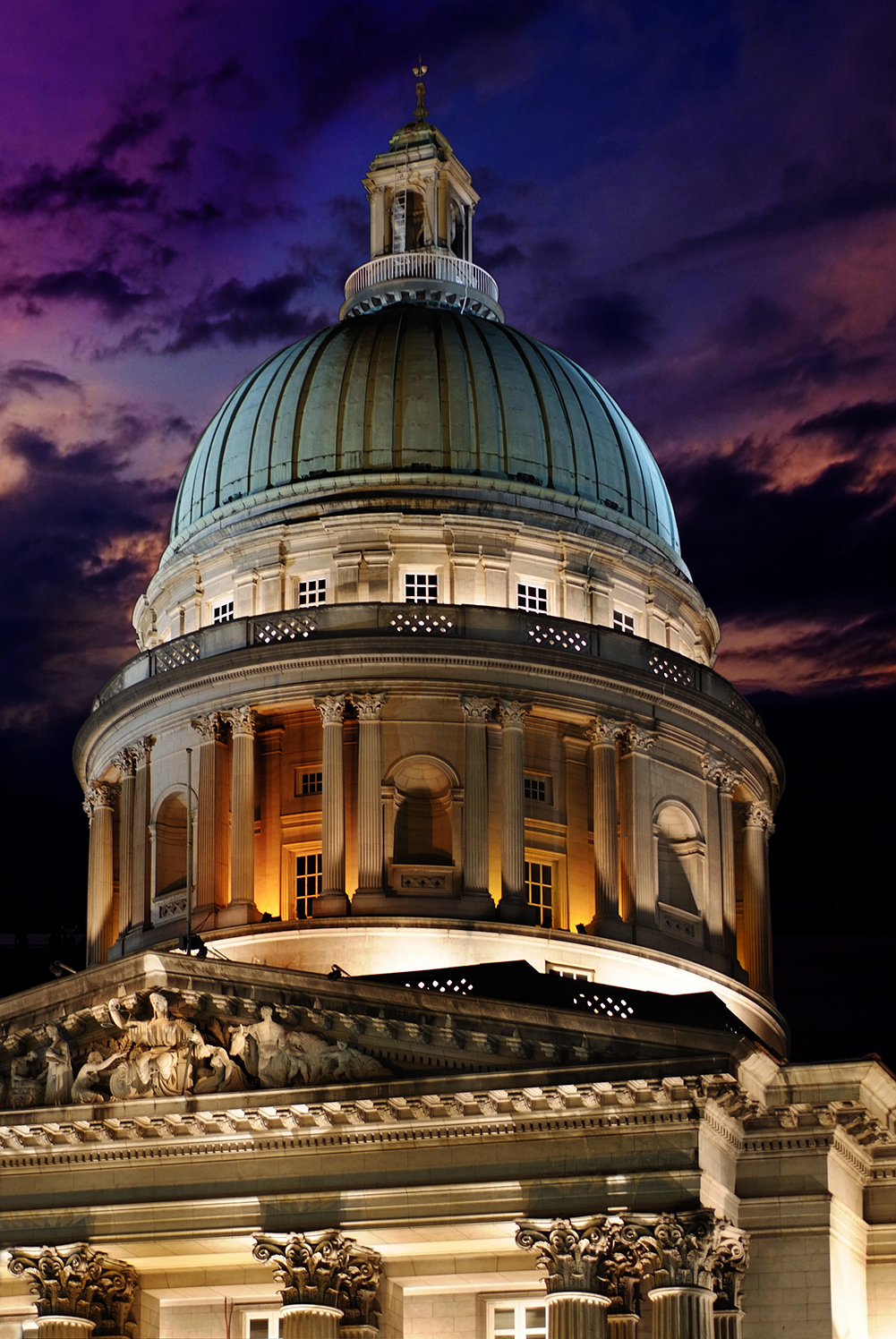
Cour suprême de Singapour.

Le droit singapourien est l'ensemble des normes constitutionnelles et législatives s'appliquant à Singapour.

## Sources du droit

### Constitution
La Constitution est la loi fondamentale de Singapour.

### Législation
Le pouvoir législatif est confié par la Constitution au président et au Parlement.

### Règlement
Le président dispose d'un pouvoir réglementaire, notamment afin de désigner certains hauts fonctionnaires.

## Sources

## Compléments